# پارک ملی وازا
پارک ملی وازا (به فرانسوی:Parc national de Waza) پارکی ملی در منطقه فار نورث در کامرون است. این پارک در سال ۱۹۳۴ گشایش یافت و در ابتدا به عنوان شکارگاه از آن استفاده میشد. وسعت این پارک ۱٬۷۰۰ کیلومتر مربع است.
این پارک در سال ۱۹۶۸ ملی و در ۱۹۷۹ به عنوان ذخیره‌گاه زیست‌کره یونسکو برگزیده شد.